# هرا بجورک
هرا بجورک (به انگلیسی: Hera Björk) (زاده ۲۹ مارس ۱۹۷۲) خواننده ایسلندی است.
او در یوروویژن ۲۰۱۰ و یوروویژن ۲۰۲۴ نماینده ایسلند بود.